# Ogólnopolski Festiwal Chórów „Silesia Cantat”
Ogólnopolski Festiwal Chórów "Silesia Cantat" odbywa się od 2006 roku w Głogowie, w latach 2006-2008 trzy edycje pod nazwą Dolnośląski Festiwal Chórów "Silesia Cantat". Organizowany jest przez Stowarzyszenie Chór "Beati Cantores", Gminę Miejską Głogów, Polski Związek Chórów i Orkiestr Oddział Dolnośląski we Wrocławiu z siedzibą w Olszynie.
Idea festiwalu zrodziła się po zakończeniu X Zamkowych Spotkań Chóralnych, odbywających się nieprzerwanie od 1996 roku. Po 10 latach organizatorzy postanowili przekształcić towarzyskie spotkanie miłośników muzyki chóralnej w konkurs.

## Ogólne założenia
Głównymi celami organizacji Festiwalu są:
- prezentacja i konfrontacja  osiągnięć artystycznych zespołów amatorskich,
- pobudzanie aktywności chórów amatorskich i dostarczanie im inspiracji do podnoszenia poziomu artystycznego,
- rozbudzanie zamiłowania do śpiewu chóralnego i jego propagowanie jako najbardziej naturalnej formy aktywności muzycznej,
- prezentacja i promowanie polskiej literatury chóralnej.

Udział w festiwalu mogą brać jedynie chóry amatorskie.

## Edycje Festiwalu

### 2006
Pierwszy festiwal odbył się 7 października 2006 roku w głogowskiej Kolegiacie.
Do udziału zgłosiło się 12 chórów, m.in. z Wrocławia, Kłodzka, Lubina i Poznania.
Zwycięzcy I Dolnośląskiego Festiwalu Chórów "Silesia Cantat"
- w kategorii zespołów wokalnych – Żeński Zespół Wokalny „Concerto Glacensis” z Kłodzka pod dyrekcją Katarzyny Mąki,
- w kategorii chórów mieszanych – Chór „Madrygał” Wyższej Szkoły Menedżerskiej w Legnicy pod dyrekcją Dariusza Rzońcy.

Nagrody Grand Prix nie przyznano.

### 2007
Druga edycja festiwalu odbyła się 6 października 2007 roku.
Do udziału w festiwalu zakwalifikowanych zostało 11 zespołów m.in. z Głogowa, Krakowa, Kłodzka, Wrocławia i Poznania.
Zwycięzcy II Dolnośląskiego Festiwalu Chórów "Silesia Cantat"
- Grand Prix – Żeński Zespół Wokalny "Concerto Glacensis" z Kłodzka pod dyrekcją Katarzyny Mąki,

- I miejsce aex aequo – Oktet wokalny "Octava" z Krakowa pod dyrekcją Zygmunta Magiery oraz Chór Kameralny "Concerto Glacensis" z Kłodzka pod dyrekcją Katarzyny Mąki.

Gościem specjalnym festiwalu był Międzynarodowy Chór "Silesia Cantat" pod dyrekcją Corduli Sodt (Niemcy) oraz Tadeusza Eckerta (Polska).

### 2008
Trzecia edycja festiwalu odbyła się 4 października 2008 roku w kościele pw. Najświętszej Maryi Panny Królowej Polski na osiedlu Kopernik.
Do udziału w festiwalu zakwalifikowanych zostało 9 zespołów z Wrocławia, Poznania, Szczecina, Głogowa, Lubina, Gubina, Nowogrodźca i Zbąszynia.
Zwycięzcy III Dolnośląskiego Festiwalu Chórów "Silesia Cantat"
- w kategorii chórów akademickich – Poznański Chór Kameralny „Fermata” Wyższej Szkoły Komunikacji i Zarządzania z Poznania pod dyrekcją Mateusza Sibilskiego,

- w kategorii chórów młodzieżowych – Zespół Wokalny „Rondo” Towarzystwa Przyjaciół Dzieci Uzdolnionych Artystycznie „Nona” z Wrocławia pod dyrekcją Małgorzaty Podzielny,

- w kategorii chórów parafialnych – Chór "Magnificat" z Głogowa pod dyrekcją Lidii Słotwińskiej.

Nagrody Grand Prix nie przyznano.
W 2009 roku festiwal się nie odbył.

### 2010
Czwarta edycja festiwalu odbyła się 9 października 2010 roku w kościele pw. Najświętszej Maryi Panny Królowej Polski na osiedlu Kopernika. IV Edycja Festiwalu była jednocześnie pierwszą o zasięgu ogólnopolskim. Od tego momentu głogowski festiwal chóralny nosi nazwę Ogólnopolski Festiwal Chórów "Silesia Cantat".
Do udziału w festiwalu zakwalifikowanych zostało 15 zespołów z Wrocławia, Głogowa, Nowogrodźca, Raciborza, Mogilna, Leszna, Pniew, Buku, Międzyrzecza, Zielonej Góry, Bielska-Białej, Kłodzka, Dopiewa oraz Pamiątkowa.
Zwycięzcy IV Ogólnopolskiego Festiwalu Chórów "Silesia Cantat"
- w kategorii chórów jednorodnych – Chór "Con Brio" SM I st. im. Grażyny Bacewicz we Wrocławiu pod dyrekcją Małgorzaty Podzielny

oraz Żeński Chór Kameralny "Concerto Glacensis" z Kłodzka pod dyrekcją Katarzyny Mąki,
- w kategorii chórów mieszanych – Kłodzki Chór Mieszany "Concerto Glacensis"  pod dyrekcją Katarzyny Mąki oraz Zespół Kameralny "Amici Canti" z Buku pod dyrekcją Leszka Górki,

- w kategorii chórów parafialnych – Chór "Magnificat" z Głogowa pod dyrekcją Lidii Słotwińskiej.

Jury postanowiło także przyznać dwie nagrody indywidualne:
- Za wykonanie partii solowej dla Weroniki Ogonowskiej z chóru "Con Brio" SM I st. im. Grażyny Bacewicz we Wrocławiu.
- Za debiut dyrygencki na Ogólnopolskim Festiwalu "Silesia Cantat" dla Leszka Górki, dyrygenta Zespołu Kameralnego "Amici Canti" z Buku.

Nagrody Grand Prix nie przyznano.

### 2012
5. edycja Festiwalu odbyła się 13 października 2012 r. w Miejskim Ośrodku Kultury w Głogowie.
Do udziału w konkursie zgłosiło się 17 chórów m.in. ze Szczecina, Świnoujścia, Gdańska, Wrocławia, Kłodzka, Legnicy, Knurowa, Grodziska Wlkp., Wągrowca i Zielonej Góry. Gościem specjalnym festiwalu była Głogowska Rewia Graffiti.
Zwycięzcy V Ogólnopolskiego Festiwalu Chórów "Silesia Cantat"
- GRAND PRIX (po raz pierwszy w historii festiwalu) – Chór Akademii Morskiej w Szczecinie
- I miejsce – Chór Dziewczęcy „Logos” ze Świnoujścia
- II miejsce – Męski Zespół Wokalny „Calvi Cantores” z Knurowa oraz Kłodzki Chór „Concerto Glacensis”
- III miejsce – Chór „Madrygał” Legnickiego Centrum Kultury oraz Chór „Basilica Cantans” z Wrocławia
- równorzędne wyróżnienia: Chór Sceny Muzycznej w Gdańsku, Chór Mieszany „Logos” ze Świnoujścia, Kameralny Chór „Misericordia” z Wrocławia
- nagroda dla najlepszego dyrygenta przesłuchań – dr Sylwia Fabiańczyk-Makuch (Chór Akademii Morskiej w Szczecinie)
- nagroda za najlepsze wykonanie utworu kompozytora polskiego – Męski Zespół Wokalny „Voces De Fuego” ze Szczecina (dyr. Kamil Szałata)

### 2014
6. edycja Festiwalu odbyła się 11 października 2014 r. w Miejskim Ośrodku Kultury w Głogowie.
Do udziału w konkursie zgłosiło się 11 chórów m.in. z Gorlic, Wrocławia, Poznania, Oleśnicy, Szamotuł, Morynia, Grodziska Mazowieckiego i Buku.
Zwycięzcy VI Ogólnopolskiego Festiwalu Chórów "Silesia Cantat"
- I miejsce – Grodziski Chór CANTATA z Grodziska Mazowieckiego, dyr.  Barbara Paszkiewicz
- II miejsce ex aequo – Chór CON BRIO SM I st. im. G. Bacewicz we Wrocławiu, dyr. Małgorzata Podzielny oraz Chór CANTORES CARVATIANI z Gorlic, dyr. Anna Cisoń
- III miejsce – Chór AMICI CANTI z Buku, dyr. Leszek Górka
- nagroda za najlepsze wykonanie utworu inspirowanego folklorem – Kameralny Chór „Misericordia” z Wrocławia, dyr. Aleksander Piechaczek za kompozycję „Pragną ocki”
- nagroda za najlepsze wykonanie utworu kompozytora polskiego – Grodziski  Chór CANTATA z Grodziska Mazowieckiego, dyr. Barbara Paszkiewicz za  kompozycję Piotra Jańczaka „Libera me”
- nagroda specjalna dla najmłodszego uczestnika Festiwalu – Jagody Łukawskiej, Chór CAMPANELLA PSM I st. w Sycowie

### 2016
7. edycja Festiwalu odbyła się 1 października 2016 r. w Miejskim Ośrodku Kultury w Głogowie.
Do udziału w konkursie zgłosiło się 9 chórów m.in. z Gorlic, Pszczyny, Gorzowa Wielkopolskiego, Lubina, Sławy, Leszna, Pamiątkowa i Szprotawy.
Zwycięzcy VII Ogólnopolskiego Festiwalu Chórów "Silesia Cantat"
- GRAND PRIX – Chór Dziecięcy AKOLADA z Gorlic, dyr. Anna Cisoń
- ZŁOTE PASMO – Chór Dziecięcy AKOLADA z Gorlic, dyr. Anna Cisoń oraz Górniczy Chór Męski z Lubina, dyr. Krzysztof Kujawski
- SREBRNE PASMO – Zespół Wokalny PER SPASSO z Pszczyny, dyr. Katarzyna Machnik, Chór Kameralny VIVACE z Pamiątkowa, dyr. Urszula Grzęda, Pszczyński Zespół Kameralny CON FUOCO, dyr. Katarzyna Machnik,
- BRĄZOWE PASMO – Chór Miejski CHOPIN przy Miejskim Ośrodku Kultury z Leszna, dyr. Bartosz Żołędziejewski, Chór UNISONO ze Szprotawy, dyr. Izabela Habich, Chór CANTATE DEO ze Sławy, dyr. Krystyna Szulęcka, Chór CANTABILE z Gorzowa Wielkopolskiego, dyr.  Jadwiga Kos
- nagroda za najlepsze wykonanie utworu inspirowanego folklorem polskim – Górniczy Chór Męskiemu z Lubina, dyr. Krzysztof Kujawski, za utwór Stanisława Wiechowicza Jakech ja konie pasł
- nagroda za najlepsze wykonanie utworu kompozytora polskiego – Chór Dziecięcy AKOLADA z Gorlic, dyr. Anna Cisoń za utwór Polubyła ja Stefana
- wyróżnienie dla dyrygenta Górniczego Chóru Męskiego z Lubina – Krzysztofa Kujawskiego
- wyróżnienie dla Zespołu Wokalnego PER SPASSO z Pszczyny, dyr. Katarzyna Machnik za krzewienie muzyki chóralnej wśród młodzieży gimnazjalnej

### 2018
8. edycja Festiwalu odbyła się 13 października 2018 r. w I Liceum Ogólnokształcącym w Głogowie i kościele pw. NMP Królowej Polski w Głogowie.
Do udziału w konkursie zgłosiło się 9 chórów m.in. z Poznania, Wrocławia, Świebodzina, Kędzierzyna-Koźle, Rydzyny i Krzemieniewa.
Zwycięzcy VIII Ogólnopolskiego Festiwalu Chórów "Silesia Cantat"
- GRAND PRIX – Chór NOVUM z Rydzyny, dyr. Alina Pietrzak
- ZŁOTE PASMO – Chór CANTIAMO TUTTO z Wrocławia, dyr. Sebastian Sikora, Chór Kameralny przy Uniwersytecie Ekonomicznym we Wrocławiu, dyr. Anna Grabowska-Borys, Chór Kameralny Collegium Posnaniense z Poznania, dyr. Barbara Nowak
- SREBRNE PASMO – Chór CON GRAZIA z Czastar, dyr. Sebastian Sikora
- BRĄZOWE PASMO – Chór GRODKOVIA z Grodkowa, dyr. Małgorzata Stokłosa
- wyróżnienie za najlepsze wykonanie utworu inspirowanego folklorem polskim – Chór NOVUM z Rydzyny, dyr. Alina Pietrzak za utwór Antoniego Grefa Szła dzieweczka do laseczka
- wyróżnienie za najlepsze wykonanie utworu kompozytora polskiego – Chór Kameralny przy Uniwersytecie Ekonomicznym we Wrocławiu, dyr. Anna Grabowska-Borys za utwór Józefa Świdra Czego chcesz od nas Panie
- wyróżnienie za najlepsze wykonanie utworu patriotycznego Chór Kameralny Collegium Posnaniense z Poznania, dyr. Barbara Nowak za utwór Józefa Świdra Moja piosnka
- wyróżnienie dla dyrygenta Chóru CON GRAZIA z Czastar i Chóru CANTIAMO TUTTO z Wrocławia – pana Sebastiana Sikory za propagowanie chóralistyki amatorskiej.